# La Porte-du-Der
La Porte-du-Der – gmina we Francji, w regionie Grand Est, w departamencie Górna Marna. W 2013 roku liczba ludności wynosiła 2358 mieszkańców.
Gmina została utworzona 1 stycznia 2016 roku z połączenia dwóch ówczesnych gmin: Montier-en-Der oraz Robert-Magny. Siedzibą gminy została miejscowość Montier-en-Der.